# Sergej Matvejev
Sergey Jurjevitj Matvejev (på russisk: Серге́й Юрьевич Матвеев) (født 8. september 1972 i Pskov, Sovjetunionen) er en russisk tidligere roer.
Matvejev var en del af den russiske otter, der vandt en bronzemedalje ved OL 1996 i Atlanta. Pavel Melnikov, Andrej Glukhov, Anton Tjermasjentsev, Vladimir Sokolov, Nikolaj Aksjonov, Dmitrij Rosinkevitj, Roman Montjenko, Vladimir Volodenkov og styrmand Aleksandr Lukjanov udgjorde resten af besætningen. Han var også med i otteren ved OL 2000 i Sydney, hvor russerne dog kun opnåede en 9. plads. Ved OL 2004 i Athen deltog han i disciplinen firer uden styrmand, hvor russerne blev nr. 11.
Matvejev vandt desuden en VM-bronzemedalje i otter ved VM 1999 i Canada og en EM-sølvmedalje i samme disciplin ved EM 2008 i Grækenland.

## OL-medaljer
- 1996:  Bronze i otter